# AV-TM 300
O AV-TM 300 (sigla de: Míssil Tático de Cruzeiro) ou MTC-300 é um míssil de cruzeiro brasileiro que está em desenvolvimento pela Avibras para o sistema Astros 2020. É projetado para ser uma alternativa menos cara que o BGM-109 Tomahawk, com produção nacional. O míssil é equipado com um computador central que combina um inercial tipo MEMS, integrado a um dispositivo de navegação GPS ativo que fornece ininterruptamente informações de posicionamento para correção de rumo. Aparentemente também haverá uma versão naval chamada X-300. O míssil pode usar uma única ogiva de 200 kg de ogiva altamente explosiva ou de munição de fragmentação com 64 submunições para alvos anti-pessoais ou anti-tanque.

## Nome
AV=sigla de AVIBRAS
TM=sigla de Tactical Missile (PBMíssil Tático)
300=Relativo ao alcance de 300 km
Linha de tempo
Origem: 2011–2013
O AV-TM 300 começou a ser desenvolvido pela Avibras por volta de 2011, dentro do programa de mísseis de cruzeiro do Exército Brasileiro, na época, sob o nome Projeto Cruzeiro.  
O objetivo inicial era criar um míssil de 300 km de alcance, compatível com tratados internacionais (como o MTCR – Missile Technology Control Regime), que limita a exportação de mísseis com alcance superior a 300 km.  
Transição para a FAB: 2018–2021
O projeto foi assumido pela Força Aérea Brasileira (FAB) em 2018, quando se tornou parte do Programa de Mísseis de Cruzeiro da FAB.  
Em 2021, a FAB e a Avibras anunciaram oficialmente o AV-TM 300 como um míssil ar-terra para o caça supersônico Gripen E/F, com testes de aperfeiçoamento em andamento no ano de 2025.

## Desenvolvimento
A primeira versão do míssil foi criada em 1999, entretanto, o desenvolvimento do míssil começou oficialmente em setembro de 2001. Eventualmente, as especificações originais sofreram uma grande modificação, incluindo a remoção das asas retráteis e a adição de materiais compostos. Os mísseis usam foguetes de combustível sólido para lançamento, e um turbo-jato durante o voo de cruzeiro subsônico. O motor turbo-jato de mísseis é uma variante do Turbomachine TJ1000, desenvolvido pela empresa Turbomachine e sendo usado pela Avibras sob um contrato de licença de fabricação.
AV-TM 300 (versão contratual de pesquisa e desenvolvimento do EB)
MICLA-BR (versão para lançamento de aeronaves da FAB)
X-300 (versão para lançamento de plataforma navais)
AV-SS-150 (versão simplificada sem turbo-jato, apenas propulsão sólida)
O Exército brasileiro assinou um contrato de encomenda inicial em novembro de 2012, investindo 100 milhões de dólares na fase de desenvolvimento. Em 2020 o míssil entrou em fase final de desenvolvimento. Espera-se que todas as fases de desenvolvimento estejam totalmente liberadas até meados 2022.

## Operadores (Sistema ASTROS)
Brasil
- Corpo de Fuzileiros Navais
- Marinha do Brasil
- Exercito do Brasil